# 저스틴 브래들리
저스틴 브래들리(Justin Bradley, 1985년 9월 8일 ~ )는 캐나다의 배우이다.
출연작 : 웜바디스, 비스틀리

## 출연 작품
- 웜 바디스 (2013)
- 더 팩토리 (2011)
- 비스틀리 (2011)
- 데드 라이크 미: 라이프 애프터 데스 (2009)
- 더 트로츠키 (2009)
- 데드 앳 17 (2008)
- 픽쳐 디스 (2008)
- 이터널 (2004)
- 카트 레이서 (2003)
- 원 아이드 킹 (2001)
- 빌리브 (2000)
- 리틀 맨 (1997)